# Joseph Brys
Joseph Brys (* 2. Juli 1927 in Bredene; † 1. September 2001 in Assebroek) war ein belgischer Mittelstreckenläufer, der sich auf die 800-Meter-Distanz spezialisiert hatte.
Bei den Olympischen Spielen 1948 in London schied er im Halbfinale trotz persönlicher Bestzeit von 1:53,2 min aus.
1950 wurde er bei den Leichtathletik-Europameisterschaften in Brüssel Achter.
1947 und 1950 wurde er Belgischer Meister.